# Pays-Bas au Concours Eurovision de la chanson 1960
Les Pays-Bas ont participé au Concours Eurovision de la chanson 1960, alors appelé le « Grand prix Eurovision de la chanson européenne 1960 », à Londres, au Royaume-Uni. C'est la 5e participation néerlandaise au Concours Eurovision de la chanson.
Le pays est représenté par le chanteur Rudi Carrell et sa chanson Wat een geluk, sélectionnés par la Nederlandse Televisie Stichting au moyen de la finale nationale Nationaal Songfestival (nl).

## Sélection

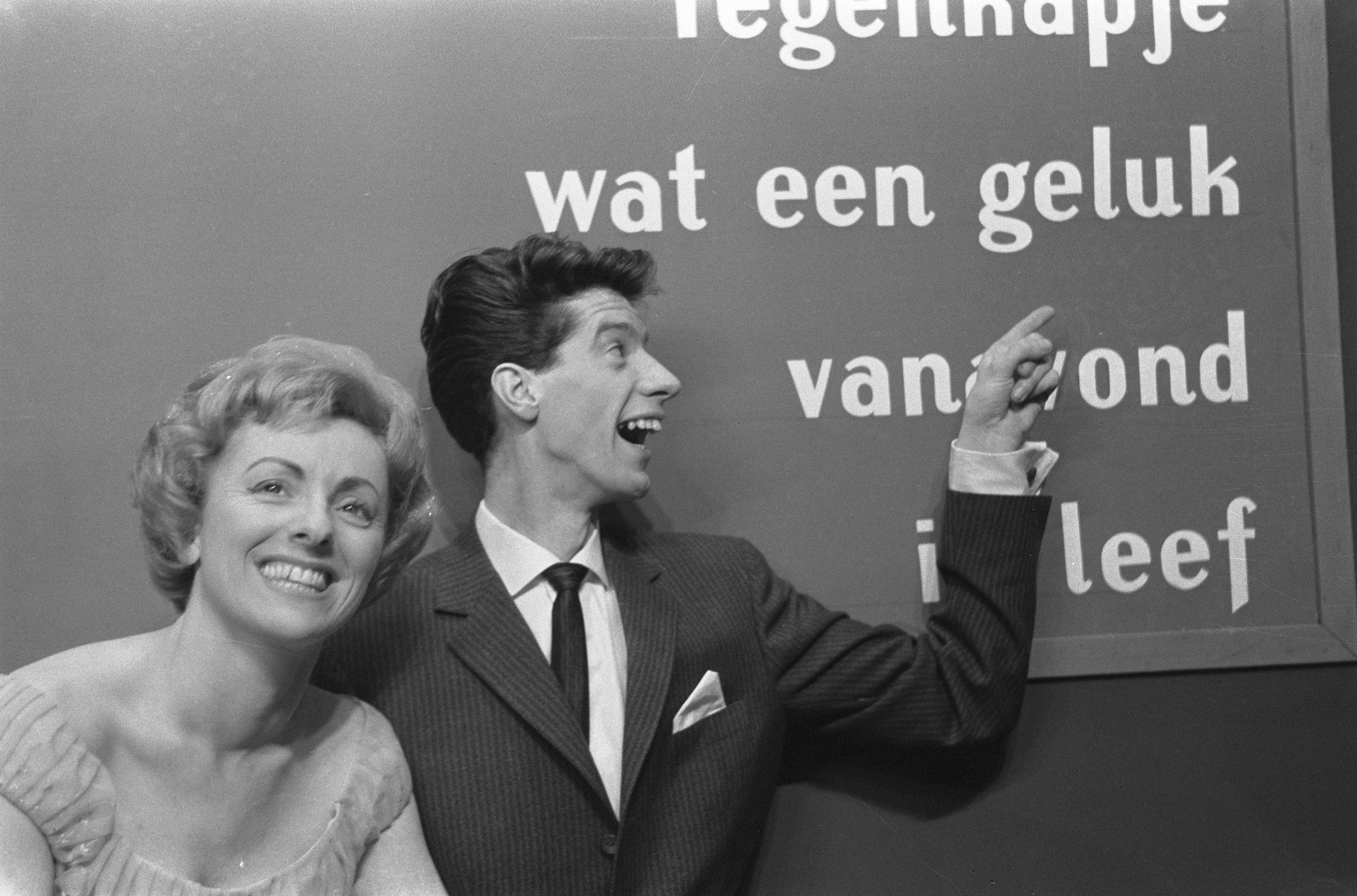
Rudi Carrell (à droite) et Annie Palmen après l'annonce des résultats et la victoire de la chanson Wat een geluk au Nationaal Songfestival 1960.

### Nationaal Songfestival 1960
Le radiodiffuseur néerlandais, la Nederlandse Televisie Stichting (NTS), l'actuelle Nederlandse Omroep Stichting (NOS), organise l'édition 1960 du Nationaal Songfestival (nl) pour sélectionner l'artiste et la chanson représentant les Pays-Bas au Concours Eurovision de la chanson 1960.
Le Nationaal Songfestival 1960, présenté par Hannie Lips (en), a lieu le 9 février 1960 aux studios de l'AVRO à Hilversum. Toutes les chansons sont interprétées en néerlandais, langue officielle des Pays-Bas.
Plusieurs participants à cette finale nationale représenteront les Pays-Bas à une future édition de l'Eurovision, Greetje Kauffeld en 1961 et Annie Palmen en 1963.
Lors de cette sélection, c'est Rudi Carrell et la chanson Wat een geluk qui furent choisis avec Dolf van der Linden comme chef d'orchestre.

#### Finale
| Ordre | 1er interprète            | 2e interprète    | Chanson       | Traduction       | Points | Place |
| ----- | ------------------------- | ---------------- | ------------- | ---------------- | ------ | ----- |
| 1     | Marcel Thielemans         | John de Mol (nl) | Carrousel     | -                | 86     | 4     |
| 2     | Betty Luske               | Tonny van Hulst  | Addio         | Adieu            | 110    | 2     |
| 3     | Greetje Kauffeld          | Piet Sybrandi    | Niet voor mij | Pas pour moi     | 99     | 3     |
| 4     | Herman Emmink (nl)        | Jan van de Most  | In mijn hart  | Dans mon cœur    | 77     | 5     |
| 5     | Karel van der Velden (nl) | Rita Huyskens    | Regenkapje    | Chapeau de pluie | 35     | 7     |
| 6     | Annie Palmen              | Rudi Carrell     | Wat een geluk | Quel bonheur     | 225    | 1     |
| 7     | Jaap Dubbelboer           | Joop Smits (nl)  | Vanavond      | Ce soir          | 27     | 8     |
| 8     | Wim van der Beek          | Jany Bron        | Ik leef       | Je vis           | 61     | 6     |

## À l'Eurovision
Chaque pays avait un jury de dix personnes. Chaque membre du jury pouvait donner un point à sa chanson préférée.

### Points attribués par les Pays-Bas
| 5 points | Royaume-Uni          |
| 2 points | France               |
| 2 points | Italie Norvège Suède |

### Points attribués aux Pays-Bas
| 10 points | 9 points | 8 points | 7 points | 6 points            |
| --------- | -------- | -------- | -------- | ------------------- |
|           |          |          |          |                     |
| 5 points  | 4 points | 3 points | 2 points | 1 point             |
|           |          |          |          | - Belgique - Italie |

Rudi Carrell interprète Wat een geluk en 10e position, après la Suisse et avant l'Allemagne. Au terme du vote final, les Pays-Bas terminent 12e sur 13 pays, ayant reçu 2 points.